# Bunkeflo by
Bunkeflo by är kyrkbyn i Bunkeflo socken i Malmö kommun öster om Bunkeflostrand.